# Vilaller
Vilaller község Spanyolországban, Lleida tartományban. Vilaller Vielha e Mijaran, Naut Aran, Vall de Boí, El Pont de Suert és Montanuy községekkel határos. Lakosainak száma 506 fő (2024).

## Népesség
A település népessége az utóbbi években az alábbiak szerint változott:
| Lakosok száma | 431  | 660  | 570  | 842  | 565  | 577  | 715  | 563  | 561  | 506  |
|               | 1717 | 1887 | 1936 | 1960 | 1986 | 2004 | 2009 | 2014 | 2019 | 2024 |